# Jonathan Bay
Jonathan Bay (Villa Ángela, provincia del Chaco, 1 de febrero de 1993) es un futbolista argentino. Juega como defensor, y su equipo actual es CA Platense de la Primera División de Argentina.

## Trayectoria

### Racing
Es nacido en Villa Ángela; Provincia del Chaco. Se formó futbolísticamente en Racing de Córdoba; entidad en la cual debutaría en el año 2011.

### Godoy Cruz
Tuvo un paso breve por Godoy Cruz en 2014.

### Talleres
En el 2015 fue transferido a Talleres de Córdoba; para darle reemplazo a Maximiliano Lugo y así afrontar el Torneo Federal A 2015. La temporada terminó bien y él junto con su equipo consiguieron el campeonato y el ascenso a la Primera B Nacional. Decide seguir en Talleres para la siguiente temporada; fue suplente y no jugó muchos partidos. Su equipo consiguió el título y el ascenso a Primera División.

### Ferro
Llegó a Ferro como cuarto refuerzo luego de que Talleres no le renovara el vínculo contractual, hasta 2018.

### Central Córdoba
En 2018 llegó a Santiago del Estero para integrar el equipo en la B Nacional que conseguiría el ascenso a la Primera División a través del Torneo Reducido. El futbolista renovó su vínculo y forma parte del plantel en la Superliga Argentina. De cara al Campeonato de Primera División 2022 continúa en el equipo siendo una pieza importante. Debuta por la Copa de la Liga Profesional 2022 contra Barracas Central. En total llegó a disputar 33 partidos en los que convirtió 1 gol en todo el campeonato.

### Instituto
Llegó a Instituto el 2 de enero de 2023 para disputar la Liga Profesional de Futbol

## Estadísticas
Actualizado al 8 de julio de 2024

| Racing de Córdoba Argentina | 3.ª           | 2011-12       | ?   | ? | 0  | 0 | — | — | ?   | ?  | ?    |
| Racing de Córdoba Argentina | 3.ª           | 2012-13       | ?   | ? | 0  | 0 | — | — | ?   | ?  | ?    |
| Racing de Córdoba Argentina | 3.ª           | 2013-14       | ?   | ? | 0  | 0 | — | — | ?   | ?  | ?    |
| Racing de Córdoba Argentina | 3.ª           | 2014          | ?   | ? | 0  | 0 | — | — | ?   | ?  | ?    |
| Racing de Córdoba Argentina | Total club    | Total club    | 43  | 2 | 0  | 0 | 0 | 0 | 43  | 2  | 0.05 |
| Godoy Cruz Argentina | 2.ª           | 2015          | 0   | 0 | 0  | 0 | — | — | 0   | 0  | 0    |
| Godoy Cruz Argentina | Total club    | Total club    | 0   | 0 | 0  | 0 | 0 | 0 | 0   | 0  | 0    |
| Talleres de Córdoba Argentina | 3.ª           | 2015          | 6   | 0 | 0  | 0 | — | — | 6   | 0  | 0    |
| Talleres de Córdoba Argentina | 2.ª           | 2016          | 5   | 1 | 2  | 0 | — | — | 7   | 1  | 0.14 |
| Talleres de Córdoba Argentina | Total club    | Total club    | 11  | 1 | 2  | 0 | 0 | 0 | 13  | 1  | 0.08 |
| Ferro Argentina | 2.ª           | 2016-17       | 32  | 2 | 1  | 0 | — | — | 33  | 2  | 0.06 |
| Ferro Argentina | 2.ª           | 2017-18       | 14  | 0 | 0  | 0 | — | — | 14  | 0  | 0    |
| Ferro Argentina | Total club    | Total club    | 46  | 2 | 1  | 0 | 0 | 0 | 47  | 2  | 0.04 |
| Central Córdoba (SdE) Argentina | 2.ª           | 2018-19       | 24  | 0 | 0  | 0 | — | — | 24  | 0  | 0    |
| Central Córdoba (SdE) Argentina | 1.ª           | 2019-20       | 21  | 1 | 3  | 0 | — | — | 24  | 1  | 0.04 |
| Central Córdoba (SdE) Argentina | 1.ª           | 2020          | 0   | 0 | 12 | 0 | — | — | 12  | 0  | 0    |
| Central Córdoba (SdE) Argentina | 1.ª           | 2021          | 21  | 0 | 13 | 1 | — | — | 34  | 1  | 0.03 |
| Central Córdoba (SdE) Argentina | 1.ª           | 2022          | 18  | 0 | 15 | 1 | — | — | 33  | 1  | 0.03 |
| Central Córdoba (SdE) Argentina | Total         | Total         | 79  | 1 | 43 | 2 | 0 | 0 | 122 | 3  | 0.02 |
| Instituto Argentina | 1.ª           | 2023          | 8   | 0 | 7  | 0 | — | — | 15  | 0  | 0    |
| Instituto Argentina | 1.ª           | 2024          | 4   | 0 | 13 | 2 | — | — | 17  | 2  | 0.12 |
| Instituto Argentina | Total         | Total         | 12  | 0 | 20 | 2 | 0 | 0 | 32  | 2  | 0.12 |
| Total carrera | Total carrera | Total carrera | 191 | 6 | 66 | 4 | 0 | 0 | 245 | 10 | 0.04 |
| (1) La copa nacional se refiere a la Copa Argentina y Supercopa Argentina . (2) La copa internacional se refiere a la Copa Sudamericana, Recopa Sudamericana, Copa Libertadores y Copa Suruga Bank. |               |               |     |   |    |   |   |   |     |    |      |

## Palmarés
| Título             | Club                | País      | Año    |
| ------------------ | ------------------- | --------- | ------ |
| Torneo Federal A   | Talleres de Córdoba | Argentina | 2015   |
| Primera B Nacional | Talleres de Córdoba | Argentina | 2016   |
| Primera División   | C. A. Platense      | Argentina | A-2025 |